# NGC 542

NGC 542

إن جي سي 542 (بالألمانية: NGC 542) التي يرمز لها بالرمز NGC 542، هي مجرة، في كوكبة المرأة المسلسلة.

## الاكتشاف
اكتشفت في 10 أكتوبر 1855، بواسطة ويليام بارسونز.